# 科學報告
科學報告（英語：Scientific Reports，缩写为Sci. Rep.）是一本英國自然出版集團（NPG）旗下的線上开放获取綜合自然科學期刊。該期刊稱只要具有科學價值的論文都能在該刊物上發表，而不會過於關注文章的重要性、影响力。
2016年，一篇發表在學術廚房網站上的博文稱科學報告可能會取代同樣是开放获取期刊的PLOS ONE，成爲世界上規模最大的學術期刊。2017年第一季度的報告表明，科學報告已在2016年9月正式成爲世界上最大的学术期刊,在2020年它被引用的次數為全世界所有期刊之第7位。。

## 檢索
《科學報告》期刊被SCI、化學文摘（CAS）、PubMed/MEDLINE等數據庫收錄。研究者可通過這些數據庫查到科學報告期刊上論文的摘要。期刊的影響因子（IF）在近年多有起伏：2015年，達到5.228；2016年回落到4.259, 2020年更降至3.998, 惟2021年又回升至4.997。

## 內容
科學報告是一本基於同行評審和版面費運行機制的大型線上开放获取期刊，定位與PLOS ONE期刊相似。該刊重視文章內容的質量，而不過度關注文章的影响力。該期刊的編輯團隊人數眾多，規模超過一千人。2015年，一名《科學報告》的編輯馬克·馬斯林在該期刊開始試行生命科學类論文加價快速評審服務後辭職。

## 外部連結
- 官方网站